# 1244.
◄ | 12. stoljeće | 13. stoljeće | 14. stoljeće | ►
◄ | 1210-ih | 1220-ih | 1230-ih | 1240-ih | 1250-ih | 1260-ih | 1270-ih | ►
◄◄ | ◄ | 1241. | 1242. | 1243. | 1244. | 1245. | 1246. | 1247. | ► | ►►
Arhitektura • Astronomija • Glazba • Knjige • Književnost • Kršćanstvo • Medicina • Pravo • Promet • Znanost

## Događaji
- 29. lipnja – Sklopljen mir između hrvatsko-ugarske države i Mletaka. Nakon poraza u lanjskoj vojni i građanskog rata u Hrvatskoj koji je bjesnio, hrvatsko-ugarski kralj Bela prepustio je Mlečanima Zadar s pripadajućim zemljama.[1]

## Vanjske poveznice
|  | Zajednički poslužitelj ima još gradiva o temi 1244. |